# Adriaan Ferdinand van Goelst Meijer
Adriaan Ferdinand van Goelst Meijer (Amersfoort, 14 augustus 1892 - 23 augustus 1990) was een Nederlands militair, kunstschilder, auteur en politicus van liberale signatuur. Hij werd geboren als Adriaan Ferdinand Meijer, zoon van Willem Dirk Ferdinand Meijer en Neeltje Theresia van Goelst. Bij Koninklijk Besluit van 1 augustus 1928 is besloten dat hij de geslachtsnaam Van Goelst Meijer zal dragen.
Van Goelst Meijer volgde zijn opleiding aan de Koninklijke Militaire Academie in Breda en werd op 28 juli 1914 benoemd tot tweede luitenant bij het wapen der Cavalerie bij het Koninklijk Nederlandsch-Indisch Leger. Hij diende bij het 2e Regiment Huzaren, zowel in Nederland als in het voormalige Nederlands-Indië. Door een ongeval eindigde zijn militaire loopbaan en moest hij omzien naar een andere.

## Burgemeesterschap

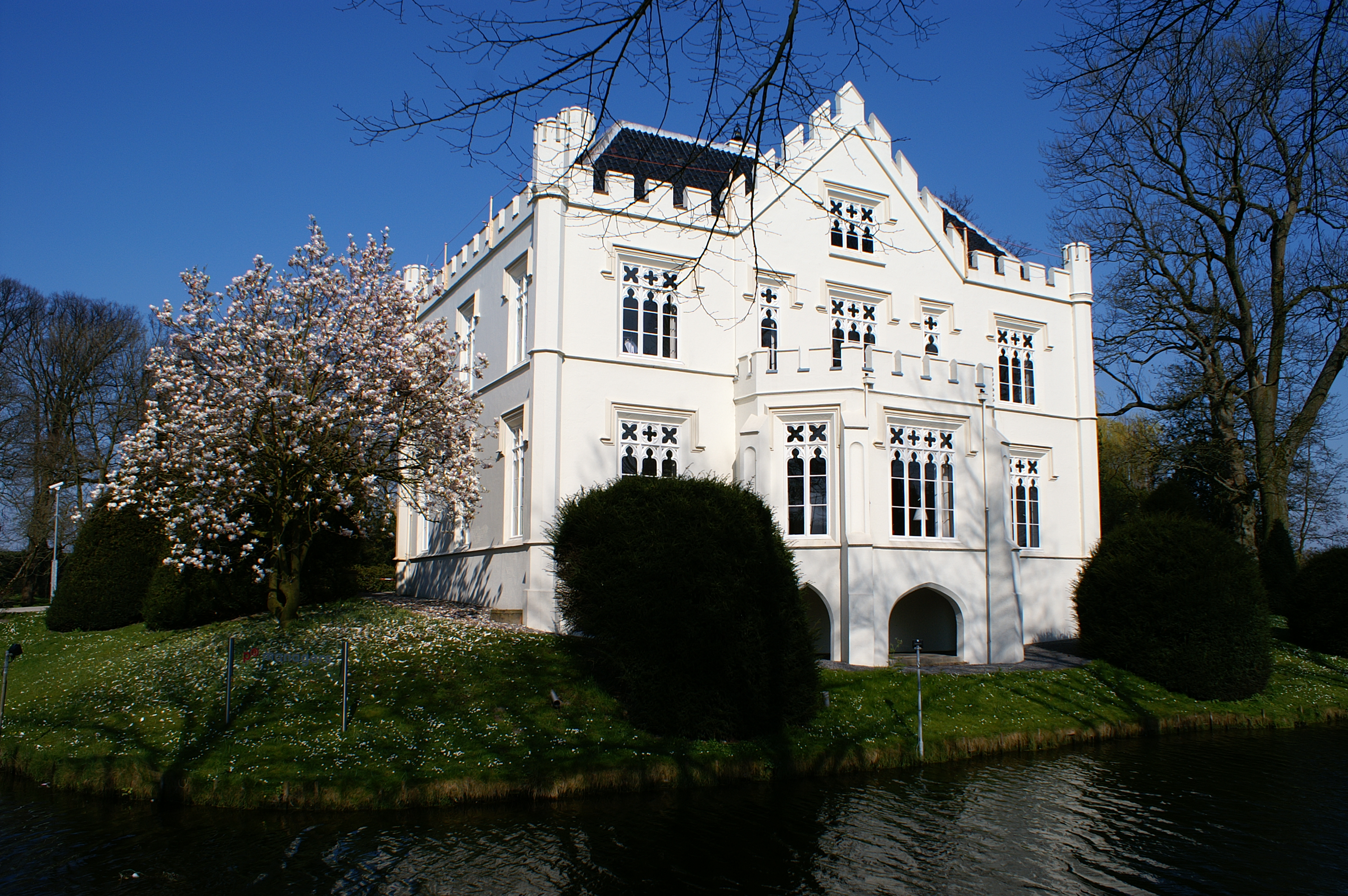
Het Slot te Rossum

In juni 1932 wordt Van Goelst Meijer benoemd tot burgemeester van de Gelderse gemeente Rossum, alwaar hij Maurits baron van Randwijck opvolgt. Met ingang van 17 januari 1944 werd hij op eigen verzoek eervol ontslagen. In de periode aansluitend aan de Tweede Wereldoorlog is Van Goelst Meijer waarnemer in verschillende gemeenten in de Bommelerwaard.

## Kunstschilder
In zijn vrije tijd was Van Goelst Meijer kunstschilder. Enkele van zijn werken zijn:
- Maarten van Rossem in vergulde lijst, 1956. Naar het origineel in De Cannenburgh te Vaassen.[7]
- Gezicht op het Huis Maarten van Rossum, Zaltbommel vanuit Boschstraat/Nieuwstraat. Aquarel, 1955.[8]
- Gezicht op Huis te Poederoijen vanaf de rivier. Aquarel, op papier (vervaardigd naar een pentekening in O.I. inkt) Periode 1950-1960.[9]

## Publicaties
Enkele publicaties van de hand van Van Goelst Meijer zijn:
- Kasteel de Waardenburg, 1959[10]
- Het Slot te Rossum, 1972

## Onderscheidingen
- Ridder in de Orde van Oranje-Nassau (1948)[11]
- Drager van het Verzetsherdenkingskruis[1]
- Ereburger van de gemeente Neerijnen (1989)[1]

## Trivia

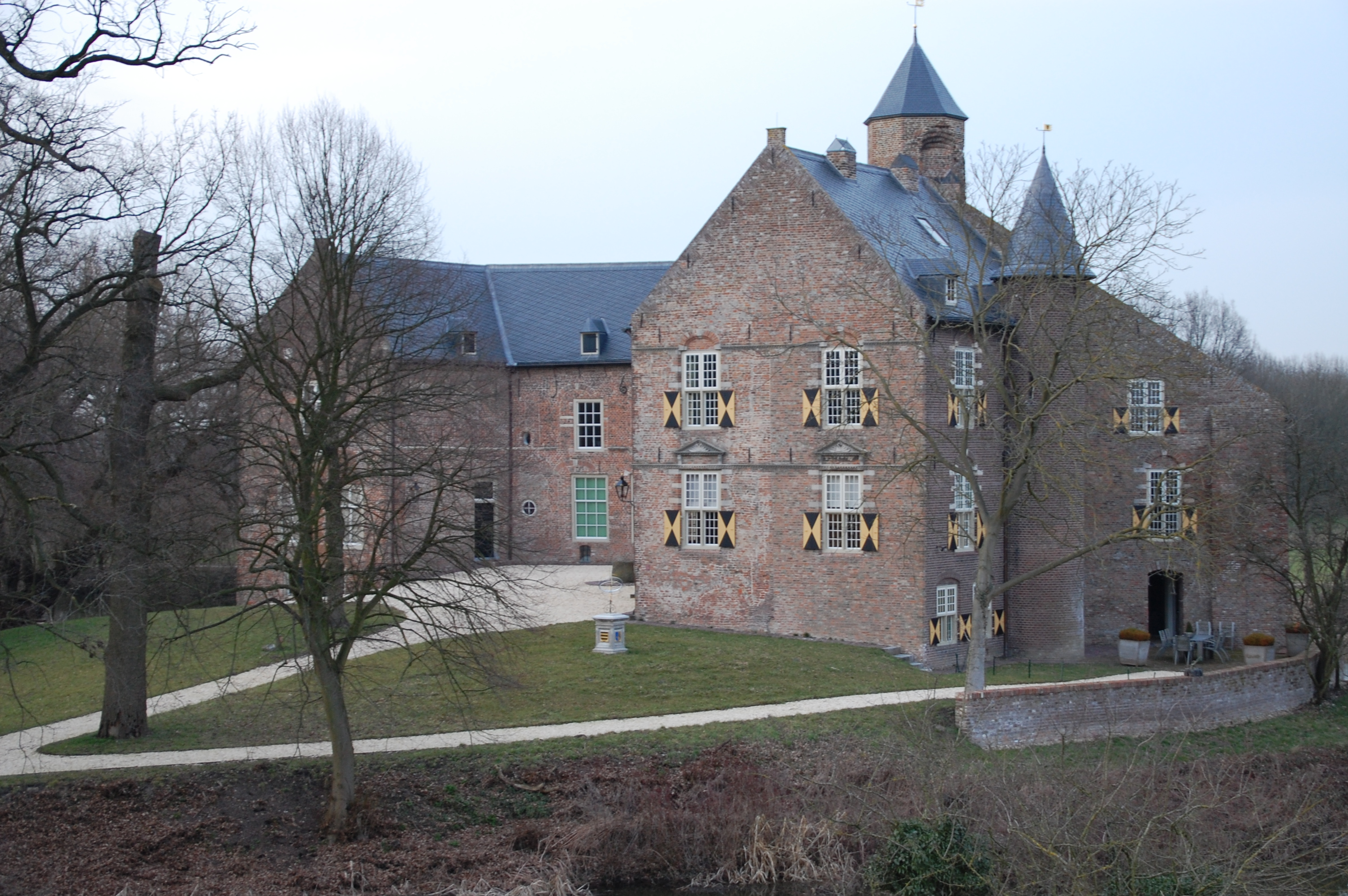
Kasteel Waardenburg

- Van Goelst Meijer was tot aan zijn overlijden in 1990 kasteelheer van Kasteel Waardenburg[12]